# Dréhr Imre
Nagyszentmiklósi Dréhr Imre (Budapest, 1889. február 18. –  1936. február 6.) közgazdász, politikus, országgyűlési képviselő, államtitkár, magyar királyi kincstári főtanácsos, szociálpolitikus, a Jerurzsálemi Szent Sir Lovagrend nagykeresztese és középkeresztese, A Souverain Maltai Katonai Lovagrend magistralis keresztese, Veszprém város díszpolgára.

## Életpályája
Édesapja nagyszentmiklósi Dréhr János (1858–1939), államtitkár, a magyar királyi állami nyomda igazgatója, édesanyja pécsujfalusi Péchy Fanny (1866–1942). Dréhr János 1916. január 9.-én szerzett nemességet, nemesi előnevet és családi címert I. Ferenc József magyar királytól.
Dréhr Imre a gimnázium nyolc osztályát 1989 és 1906 között a budai Egyetemi Katolikus Gimnáziumban végezte, majd 1906–1911 között joghallgató volt a budapesti egyetemen. 1911/1912-ben az Egyetemi kör irodalmi szakosztályának alelnöke volt, és március 15-én, az egyetemi ifjúság ünnepségén, a pesti Vigadóban Herczeg Ferenc mellett ő mondta az egyik beszédet. A következő tanévre, 1912/1913-ra az Egyetemi Kör elnökének is megválasztották, így az egyetemi ifjúságot vezetve ismét ő tartott beszédeket október 6-án, az aradi emlékünnepségen és november 1-én Budapesten, a Kossuth-mauzóleumnál.
Ezután banktisztviselő lett, 1921-ben pedig a Lloyd Bank igazgatója. 1922-ben pártonkívüli programmal országgyűlési képviselővé választották, 1923-ban csatlakozott az Egységes Párthoz. 1925-ben megvált a Lloyd Bank vezetésétől. 1926-tól Vass József mellett a népjóléti és munkaügyi minisztériumban államtitkár. 1927-1931 között egységes párti országgyűlési képviselő. 1934-ben a népjóléti minisztériumban nagyméretű panamák miatt eljárás indult ellene, elítélték. A kúriai ítélet kihirdetése napján öngyilkos lett.

## MLSZ elnök
Az amatőr-profi kérdés becsületes megoldása érdekében a Magyar Labdarúgó-szövetség (MLSZ) az elnöki tisztséget ajánlotta fel (1926–1930) részére. Megalakult a profi szövetség vele párhuzamosan a profi játékvezetés. 1926-ban ünnepelte a szövetség negyedszázados fennállását. Ebben az évben 80 000 amatőr és 600 profi játékost tartott nyilván, országosan mintegy 2500 játékvezető tevékenykedett az MLSZ vezetése alatt. Sportdiplomáciai megtiszteltetés eredményeként a több nyelven kiválóan beszélő – a szövetség nemzetközi ügyeit intéző – Fischer Mórt az 1927-ben Helsinkiben tartott FIFA kongresszuson alelnökké választottak. A futballt sújtó testnevelési és vigalmi adó következtében csökkenni kezdett a labdarúgók létszáma. 1930. június 6-án és 7-én Budapesten tartja kongresszuság a FIFA. Uruguayban rendezték az I., az 1930-as labdarúgó-világbajnokság-ot, ahol a futballtorna nemzetközi zsűrijébe Fischer Mórt delegálta, aki egyedül képviselte a magyar futballt az újvilágban. Az MLSZ-ben 396 amatőr és 24 profi egyesület működik közel 100 000 igazolt játékossal. A játékvezetők megközelítő száma 3200 fő.

## Írásai
- A munkahiány esetére szóló biztosítás (Bp., 1926)
- Népjóléti és munkaügyi beruházások (Bp., 1929)
- Dréhr Imre Nagyszentmiklósi Beszámolója; Athenaeum Ny., Bp., 1930